# Belo Horizonte (tiểu vùng)
Belo Horizonte là một tiểu vùng thuộc bang Minas Gerais, Brasil. Tiều vùng này có diện tích 5820 km², dân số năm 2007 là 4241070 người.